# Nummis andelsmejeri
Nummis andelsmejeri (finska: Nummen osuusmeijeri) var ett andelsmejeri som var i drift åren 1905–1985 i Nummis i det finländska landskapet Nyland. Mejeriet var verksam i byn Saukkola i en stenbyggnad i jugendstil, och Nummis tidigare andelsmejeri anses vara en av Finlands mest betydande mejeribyggnader. Nummis andelsmejeri betraktas som Finlands äldsta andelsmejeri, eftersom det anses ha fortsatt verksamheten från Nummen meijeri Oy, som grundades 1890.
Efter mejeriverksamheten fungerade byggnaden som Valios mejerimuseum. Numera är det tidigare andelsmejeriet i privat ägo.

## Mejeriverksamhet
På Nummis andelsmejeri tillverkades smör av en arbetsstyrka på 20–30 personer från mejeriets grundande fram till 1976. Under åren 1918–1928 producerades även ost på mejeriet, med Aksel Saario som ostmästare. Nummis andelsmejeris verksamhetsområde omfattade Nummis socken samt delar av Pusula och Sammatti socknar. Mejeriprodukter från Nummis andelsmejeri såldes till och med utomlands, bland annat till England.
På mejeribyggnadens övre våning fanns det bostäder för mejeriets anställda.

## Historia
År 1880 grundades det första mejeriet i Nummis grundades av Fredrik Adolf Le Bell, som ägde Myrans gård i Sjundeå. Mejeriet låg i Hyvelä i Nummis, på Uotila bondgård. Mejeriet flyttades senare från Uotila till Lisu bondgård i Röhkölä by.
Det lilla privatmejeriet räckte dock inte länge för att möta den ökande efterfrågan på mejeriprodukter. Därför grundades Nummis Mejeri Aktiebolag år 1890 på initiativ av rusthållaren Carl Gustaf Ojanen. Aktiebolaget hade 14 grundande medlemmar, och Ojanen valdes till ordförande för mejeriets styrelse. Mejeriet verkade i Nummis kyrkby och tog emot cirka 1,5 miljoner kilo mjölk årligen.
Nummis Mejeri Ab lades ner när planeringen av ett andelsmejeri i Nummis påbörjades år 1904. Idag anses dock Nummis andelsmejeri ha fortsatt verksamheten från Nummis Mejeri Ab, och därför kan även år 1890 ses som företagets grundande. På detta sätt skulle Nummis andelsmejeri kunna betraktas som det äldsta mejeriet i Finland.

## Mejerimuseet
Valio öppnade ett mejerimuseum i Nummis andelsmejeris byggnad år 1989. Museet presenterade mejeriverksamhet från olika årtionden samt Valios roll inom mjölkindustrin. Valio har sedan dess lagt ner mejerimuseets verksamhet.

## Styrelseordförande
- Akseli Sarjakoski 1904-1930
- Aaro Saario 1931-1952 och 1956-1958
- Jalmari Alanne 1953-1956
- Lauri Mela 1959-1985